# Symplecis laticincta
Symplecis laticincta är en stekelart som först beskrevs av Cresson 1868.  Symplecis laticincta ingår i släktet Symplecis och familjen brokparasitsteklar. Inga underarter finns listade i Catalogue of Life.